# أوتو ليبمان
أوتو ليبمان (بالألمانية: Otto Liebmann)‏ (25 فبراير 1840 - 14 يناير 1912) كان فيلسوفًا ألمانيًا من أتباع المدرسة الكانطية الجديدة.

## السيرة الشخصية
ولد في سيليزيا لعائلة يهودية وتلقى تعليمه في لايبزغ وهاله. أصبح أستاذا في جامعة ستراسبورغ (1872) وذهب إلى جامعة ينا في عام 1882. مات في ينا. كان عالم الرياضيات هاينريش ليبمان ابنه.

## العمل الفلسفي
رائد الكانطية الجديدة، تعامل مع الفلسفة بعد كانط، وناقش فيشته، شيلين، هيغل، فرايز، هربارت وشوبنهاور. بعد أن ألقى الفضل على فلسفة كانط (على الرغم من انتقاده للنقطة الحيوية لقبول شيء في حد ذاته). فإنه يركز على ما يراه على أنه أوجه قصور في مناهج خلفاء كانط. غالبًا ما ينهي مقطعًا ببيان أنه يجب على المرء العودة إلى كانط.
أثر عمل ليبمان أيضًا على زميله في جينا جوتلوب فريجه.

## المؤلفات
- 1865: كانط وخلفاؤه الأدنى مرتبة
- 1866: الإرادة الحرة
- 1869: حول وجهة نظر موضوعية
- 1884: ذروة النظرية
- 1901: الخطوط العريضة للميتافيزيقا النقدية

## روابط خارجية
- أوتو ليبمان على موقع الموسوعة البريطانية (الإنجليزية)
- نصوص عن أوتو ليبمان في فهرس مكتبة ألمانيا الوطنية